# A Star Is Born (1954)
A Star Is Born is een Amerikaanse muziekfilm uit 1954 onder regie van George Cukor.

## Verhaal
Norman Maine is een acteur met een alcoholprobleem. Hij ontdekt de nog onbekende Esther Blodgett en maakt van haar een ster. Ze trouwen en ze wordt al snel een beroemdheid. De carrière van Norman raakt intussen in het slop. Zijn drankprobleem wordt almaar erger.

## Rolverdeling
| Acteur           | Personage                      |
| ---------------- | ------------------------------ |
| Judy Garland     | Vicki Lester / Esther Blodgett |
| James Mason      | Norman Maine                   |
| Jack Carson      | Matt Libby                     |
| Charles Bickford | Studiohoofd Oliver Niles       |
| Tommy Noonan     | Danny McGuire                  |
| Lucy Marlow      | Lola Lavery                    |
| Amanda Blake     | Susan Ettinger                 |
| Irving Bacon     | Graves                         |
| Hazel Shermet    | Secretaresse van Libby         |